# Paraplyspindel
Paraplyspindel (Theridiosoma gemmosum) är en spindelart som först beskrevs av Ludwig Carl Christian Koch 1877. Paraplyspindel ingår i släktet Theridiosoma och familjen strålspindlar. Arten är reproducerande i Sverige. Inga underarter finns listade i Catalogue of Life.
Paraplyspindeln är omkring 3 millimeter lång. Den har sitt namn av att den spinner ett paraplyformat nät som hålls öppet av en enda hårt spänd tråd. Då bytet fastnar i nätet frigörs tråden och nätet fälls ihop kring bytet. Nätet kan sedan åter spännas upp och användas flera gånger. Paraplyspindlarna fäster sina äggsäckar med långa silkestrådar på växtstjälkar.
Hannar är med en längd upp till 1,5 millimeter mindre än honor. Det främre segmentet av kroppen har en ljusbrun färg och varierande svarta mönster. Paraplyspindeln har en nästan klotformig bakkropp med stora silverfärgade eller guldfärgade fläckar som avgör bakkroppens utseende. Vid hannarnas pedipalper sitter stora könsorgan som är nästan lika stora som framkroppen.
Arten hittas vanligen intill stående vattenytor eller långsamt flytande vattendrag.
Utbredningsområdet ligger i östra USA och sydöstra Kanada samt i den palearktiska regionen från Europa minst till Kaukasus.